# 3658 Feldman
3658 Feldman (1982 TR) là một tiểu hành tinh vành đai chính được phát hiện ngày 13 tháng 10 năm 1982 bởi Bowell, E. ở Flagstaff (AM).